# Penne (Tarn)
Penne – miejscowość i gmina we Francji, w regionie Oksytania, w departamencie Tarn. Przez gminę przepływa rzeka Aveyron. 
Według danych na rok 1990 gminę zamieszkiwało 516 osób, a gęstość zaludnienia wynosiła 8 osób/km² (wśród 3020 gmin regionu Midi-Pireneje Penne plasuje się na 578. miejscu pod względem liczby ludności, natomiast pod względem powierzchni na miejscu 55.).